# U.S. Route 56
U.S. Route 56 (ou U.S. Highway 56) é uma autoestrada dos Estados Unidos.
Faz a ligação do Oeste para o Este. A U.S. Route 56 foi construída em 1957 e tem 640 milhas (1,03 km).

## Principais ligações
US 50 em Dodge City

 Autoestrada 135 em McPherson

 Autoestrada 35 em Gardner

 US 69 em Overland Park